# آلکساندرو داوید
آلکساندرو داوید (رومانیایی: Alexandru David؛ زاده ۱۵ سپتامبر ۱۹۳۴ - درگذشت ۲۰ اکتبر ۱۹۸۷) فیلم‌بردار اهل رومانی بود.

## گزیدهٔ فیلم‌شناسی
- دوئل (۱۹۸۱)
- حادثه (۱۹۷۶)
- سرنوشت بد (۱۹۷۶)
- فناناپذیران (۱۹۷۴)
- کمیسر متهم می‌کند (۱۹۷۳)
- آخرین فشنگ (۱۹۷۳)
- با دست‌های پاک (۱۹۷۲)
- آنگاه همگی را به مرگ محکوم کردم (۱۹۷۲)
- میهای دلیر (۱۹۷۱)